# Тај луди средњи век
„Тај луди средњи век” је југословенски музички ТВ филм из 1973. године. Режирао га је Иван Ракиџић који је написао и сценарио.

## Улоге
| Глумац                    | Улога |
| ------------------------- | ----- |
| Стјепан Џими Станић       |       |
| Душан Јакшић              |       |
| Владимир Савчић Чоби      |       |
| Антон Марти               |       |
| Бранислав Цига Миленковић |       |
| Божидар Стошић            |       |